# Buzy
Buzy is een gemeente in het Franse departement Pyrénées-Atlantiques (regio Nouvelle-Aquitaine). De plaats maakt deel uit van het arrondissement Oloron-Sainte-Marie. Buzy telde op 1 januari 2022 1.011 inwoners.

## Geografie
De oppervlakte van Buzy bedroeg op 1 januari 2022 16,7 vierkante kilometer; de bevolkingsdichtheid was toen 60,5 inwoners per km².
De Gave d'Oloron stroomt door de gemeente.

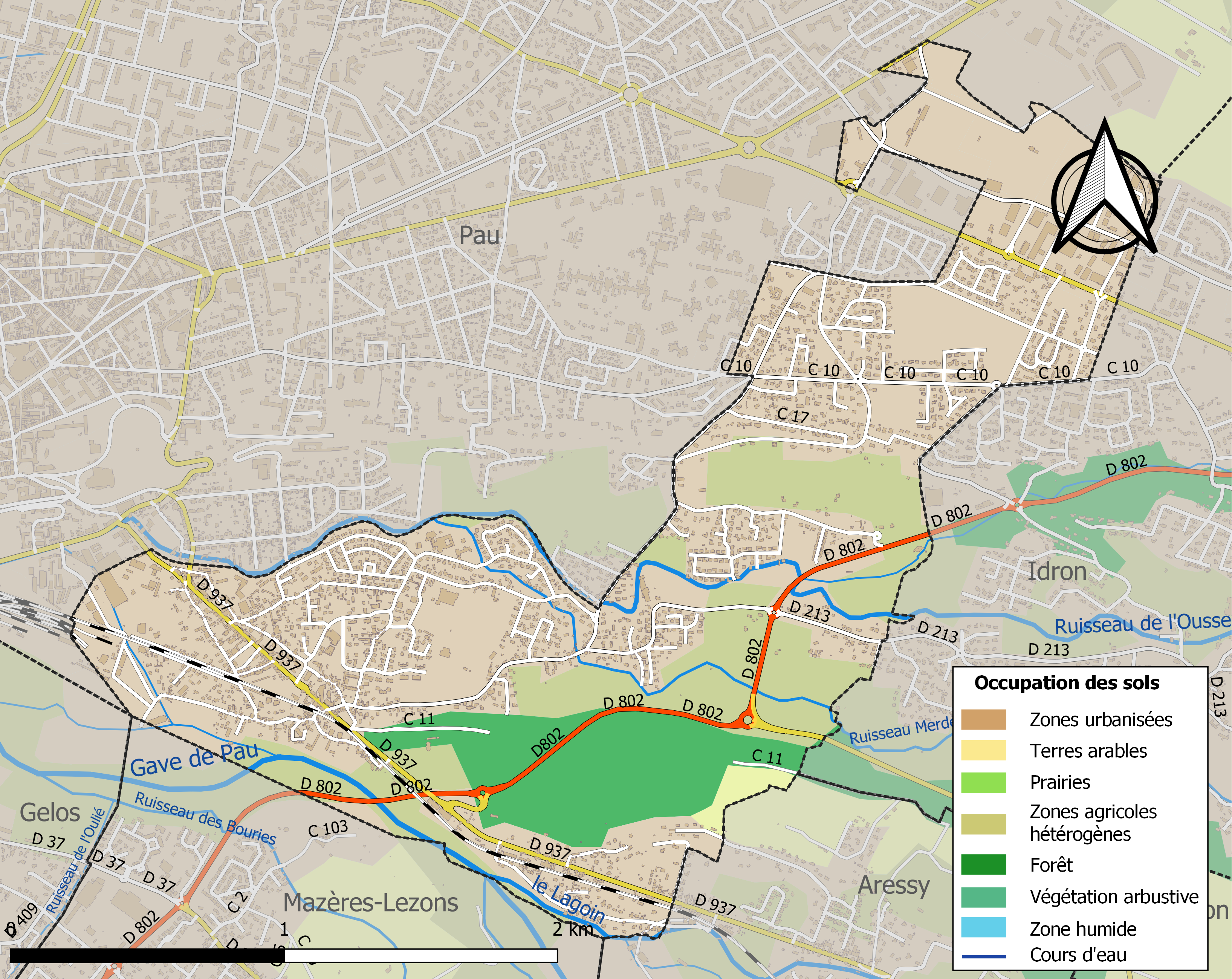
Kaart van de gemeente met belangrijkste infrastructuur, bodemgebruik en omliggende gemeenten

## Verkeer
In de gemeente ligt de spoorweghalte Buzy-en-Béarn.

## Demografie
Onderstaande figuur toont het verloop van het inwonertal (bron: INSEE-tellingen).